# 솔노크구

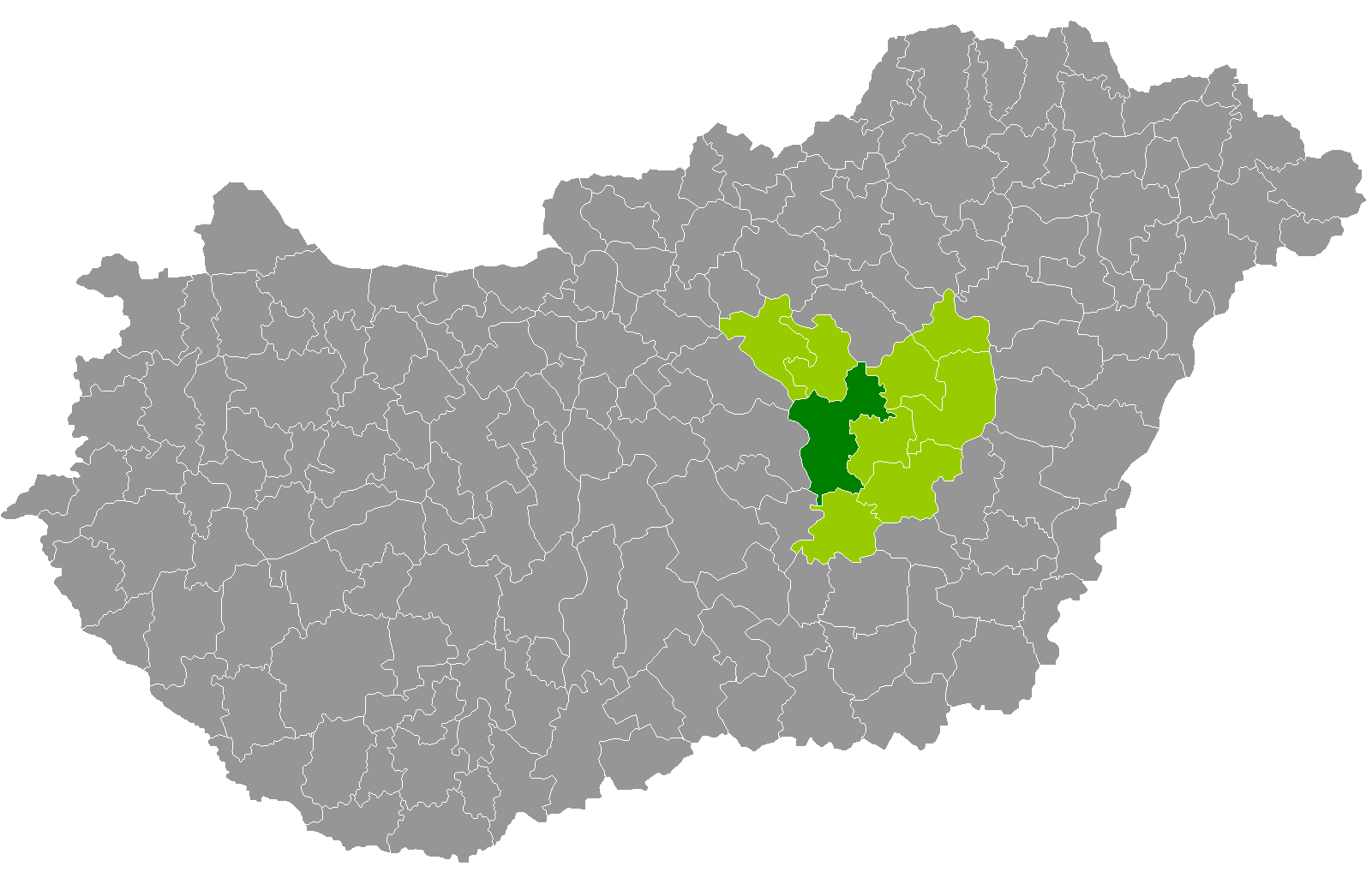
야스너지쿤솔노크주 지도에 표시된 솔노크구의 위치

솔노크구(헝가리어: Szolnoki járás)는 헝가리 야스너지쿤솔노크주에 위치한 구로 구청 소재지는 솔노크이며 면적은 914.48km2, 인구는 118,241명(2011년 기준), 인구 밀도는 129명/km2이다.
북쪽으로는 야스베레니구, 야서파티구, 동쪽으로는 쿤헤제시구, 퇴뢱센트미클로시구, 메죄투르구, 남쪽으로는 쿤센트마르톤구, 바치키슈쿤주 티서케치케구, 서쪽으로는 페슈트주 체글레드구, 너지카터구와 접한다. 18개 지방 자치체(1개 도시주, 4개 시, 13개 마을)를 관할한다.

시기
구 문장